# Rosentapetserarbi
Rosentapetserarbi (Megachile centuncularis) är en art i insektsordningen steklar som tillhör överfamiljen bin.

## Beskrivning
Rosentapetserarbiets hanar har en kroppslängd på omkring 8 till 11 millimeter. Honorna är något större, från 11 upp mot 12 millimeter. Grundfärgen på kroppen är svart med gråbeige behåring på huvudets och mellankroppens sidor samt på bakkroppens första tergit. På ovansidan av huvudet och mellankroppen är behåringen mörkbrun, medan tergit 2 till 6 har korta, raka hår. Bakkanterna på tergit 2 till 5 har smala, vita hårband. På undersidan av bakkroppen har honan röda borst för pollensamlandet.

## Utbredning
Utbredningsområdet för arten omfattar större delen av Europa från Spanien (inklusive Balearerna) och Italien till Danmark och Sverige i norr, och Europeiska Ryssland i öster. Arten förekommer även i Nordafrika. I väster förekommer den även (eventuellt införd) i Nordamerika, från norra halvan av USA till Kanada.
Arten är reproducerande i Sverige och ej rödlistad. Den förekommer från Skåne till Gästrikland samt på Öland och Gotland.. I Finland är arten rödlistad som nationellt utdöd ("RE") sedan 2019 (tidigare fanns den längs sydkusten och på Åland, och betraktades som akut hotad ("CR") där).

## Ekologi
Rosentapetserarbiets habitat utgörs av skogsbryn och -gläntor, trädesåkrar, ruderatmarker, parker och trädgårdar. Arten är polylektisk, den hämtar näring från ett stort antal familjer av blommande växter, de vanligaste är korgblommiga växter, ärtväxter, kaprifolväxter, oleanderväxter, kransblommiga växter, dunörtsväxter och ranunkelväxter. Arten flyger under juni till augusti i Europa, från maj till september i Nordamerika.       
Arten är ett solitärt bi, det vill säga att det inte bildar samhällen. Honan bygger vanligen boet i dött trä, speciellt i övergivna skalbaggsgångar, trästängsel samt ihåliga växtstänglar, framför allt av rosor, hallonsläktet och fläder. Hon kan också bygga bon i människotillverkade föremål, som träbitar med borrhål eller i bihotell. Undantagsvis kan hon även gräva ut boet i marken. Bona utgörs av larvceller liggande på rad. Larvcellerna tapetseras med bladbitar som honan skär ut med hjälp av sina käkar. Bladstyckena hämtas vanligen från rosor, stockrosor, lönn med flera växter. Honan förser larvcellerna med näring i form av pollen och nektar, ett ägg läggs i varje larvcell och efter detta tillsluter honan cellen.. Larven övervintrar som passiv vilolarv (subpupa).
Bona kan parasiteras av kägelbina smalkägelbi, och troligtvis även av långkägelbi och ängskägelbi, vars honor lägger ett ägg i varje larvcell. Kägelbilarverna lever av den insamlade näringen efter det värdägget eller -larven dödats.